# Limnophila bathrogramma
Limnophila bathrogramma là một loài ruồi trong họ Limoniidae. Chúng phân bố ở miền Australasia.